# Liste des maires de Neuilly-sur-Marne

## Liste des maires
| Période | Période  | Identité              | Étiquette           | Qualité                                                            |
| ------- | -------- | --------------------- | ------------------- | ------------------------------------------------------------------ |
| 2020    | En cours | Zartoshte Bakhtiari   | DVD                 | Avocat                                                             |
| 1977    | 2020     | Jacques Mahéas        | PS → DVG            | Enseignant                                                         |
| 1974    | 1977     | André Kremser         | DVD                 | Ingénieur                                                          |
| 1965    | 1974     | Raymond Chassagne     | DVD                 | Notaire                                                            |
| 1953    | 1965     | Raymond Bilbor        | PCF                 | Retraité                                                           |
| 1944    | 1953     | Théophile Gaubert     | PCF                 | Infirmier                                                          |
| 1944    | 1944     | Raymond Bilbor        | PCF                 | Cheminot                                                           |
| 1944    | 1944     | Robert Audelan        | Délégation spéciale |                                                                    |
| 1941    | 1944     | Louis Porte           | Délégation spéciale |                                                                    |
| 1940    | 1941     | Isidore Cadario       | Délégation spéciale | Mécanicien                                                         |
| 1939    | 1940     | Henri Robitaillie     | Délégation spéciale | Notaire                                                            |
| 1935    | 1939     | Théophile Gaubert     | PCF                 | Infirmier                                                          |
| 1904    | 1935     | Louis Amiard          | Radical-socialiste  | Sénateur, officier de l'Instruction Publique et du Mérite agricole |
| 1897    | 1904     | Alphonse Dupuis       |                     | Officier d'Académie                                                |
| 1896    | 1897     | Hippolyte Rousselet   |                     |                                                                    |
| 1891    | 1896     | Henri Leclaire        |                     | Industriel                                                         |
| 1884    | 1891     | Ernest Fouquet        |                     |                                                                    |
| 1881    | 1884     | Nicolas Jolliot       |                     |                                                                    |
| 1879    | 1881     | Alphonse Dupuis       |                     | Officier d'Académie                                                |
| 1878    | 1879     | Henri Vermeil         |                     |                                                                    |
| 1876    | 1878     | Adolphe Dionnet       |                     |                                                                    |
| 1873    | 1876     | Jules Guerin          |                     |                                                                    |
| 1863    | 1873     | César Huvelle         |                     |                                                                    |
| 1861    | 1863     | Jean-Baptiste Collet  |                     |                                                                    |
| 1850    | 1861     | Eugène Marlan         |                     |                                                                    |
| 1849    | 1850     | Charles Peullier      |                     |                                                                    |
| 1847    | 1849     | Eugène Marlan         |                     |                                                                    |
| 1846    | 1847     | Jean-Baptiste Collet  |                     |                                                                    |
| 1843    | 1846     | François Peneau       |                     | Médecin                                                            |
| 1834    | 1843     | Louis Samson          |                     | Maître de la Poste aux chevaux                                     |
| 1827    | 1834     | François Peneau       |                     | Médecin                                                            |
| 1818    | 1827     | Pierre Debionne       |                     |                                                                    |
| 1816    | 1818     | Louis Samson          |                     | Maître de la Poste aux chevaux                                     |
| 1814    | 1816     | Pierre Debionne       |                     |                                                                    |
| 1808    | 1814     | Louis Samson          |                     | Maître de la Poste aux chevaux                                     |
| 1800    | 1808     | Albert Leroi Dunatois |                     |                                                                    |
| 1798    | 1800     | Jean-Pierre Hercend   |                     | Chirurgien et Notaire                                              |
| 1796    | 1798     | Albert Leroi Dunatois |                     |                                                                    |
| 1795    | 1796     | Louis Boileau         |                     |                                                                    |
| 1792    | 1795     | Jean-Pierre Hercend   |                     | Chirurgien et Notaire                                              |

## Pour approfondir